# Mackenzie Darragh
Mackenzie "Mack" Darragh, född 8 december 1993, är en kanadensisk simmare. 
Darragh tävlade för Kanada vid olympiska sommarspelen 2016 i Rio de Janeiro. Han var en del av Kanadas lag som blev utslagna i försöksheatet på 4x100 meter medley.

## Personliga rekord
| Långbana (50 meter) - 200 meter bröstsim – 2.15,40 (Victoria, 2 april 2014) - 100 meter fjärilsim – 53,18 (Tokyo, 11 augusti 2018) - 200 meter fjärilsim – 1.56,27 (Tokyo, 10 augusti 2018) 0NR0 - 200 meter medley – 2.00,94 (Tokyo, 11 augusti 2018) - 400 meter medley – 4.20,98 (Irvine, 1 augusti 2013) | Kortbana (25 meter) - 200 meter fjärilsim – 1.55,27 (College Park, 17 november 2019) |